# 有井伊奈
有井 伊奈（ありい いな、女性、本名：上原ひとみ(旧姓：細山田)、1967年4月？ - ）は、日本の漫画家。宮崎県都城市出身。都城工業高等専門学校建築学科卒。
『ザ・マーガレット』1987年（昭和62年）No.23 にて作品「片思い」でデビュー。
モノローグ（内面描写？）に独特の作風を持った作品が多い。
活躍の度合いは当時に比べて減ってはいるものの、不定期ながら現在も作品を発表しているようである。

## 作品リスト
※ いずれも、掲載された短編集を文庫化したものである。
- 素直なきみに逢えたら（1989年10月、マーガレットコミックス（集英社）刊、ISBN 4-08-849580-2）
- 林檎たちの時間（1991年06月、同上、ISBN 4-08-849778-3）
- シュガータイム（1992年04月、同上、ISBN 4-08-849876-3）
- 友だちのまま（1993年03月、同上、ISBN 4-08-848080-5）